# Friedrich Fecher
Friedrich Fecher (* 25. August 1904 in Neu-Isenburg; † 1986) war ein deutscher Ingenieur, der als Flugzeugkonstrukteur vor und während des Zweiten Weltkriegs bei den Unternehmen Leichtflugzeugbau Klemm GmbH in Böblingen und Siebel Flugzeugwerke KG in Halle tätig war.

## Werdegang
Friedrich Fecher studierte in den Jahren 1922 bis 1927 Maschinenbau an der Technischen Hochschule Darmstadt. Unter anderem belegte er dabei den Studiengang Flugzeugbau von Carl Eberhardt. Während seines Studiums wurde er Mitglied in der akademischen Fliegergruppe der Hochschule Akaflieg Darmstadt. Nach Abschluss seines Studiums konstruierte Fecher mit Friedrich Ritz zwischen 1927 und 1929 bei der Akaflieg den Doppeldecker Akaflieg Darmstadt D 18, mit der Johannes Nehring am Europarundflug 1929 teilnahm und später verschiedene Rekordflüge der Akaflieg absolviert wurden.
Im Januar 1929 trat Friedrich Fecher in die Heinkel-Werke Warnemünde als Assistent des Heinkel-Konstrukteurs Hans Regelin ein und sammelte erste Erfahrungen in der Konstruktion von Metallflugzeugen. Bereits 1930 kehrte Friedrich Fecher an die Technische Hochschule Darmstadt als wissenschaftlicher Mitarbeiter zurück, wo er unter anderem Vorlesungen zum Flugzeugbau hielt.
Fecher wechselte 1933 zur Leichtflugzeugbau Klemm GmbH nach Böblingen, wo er Robert Lusser als leitenden Konstrukteur ablöste. Fecher professionalisierte die bereits unter Lusser begonnene Gemischtbauweise aus Holz und Metall bei Klemm. Unter Fecher wurde das bereits 1931 begonnene Kabinenreiseflugzeug Klemm Kl 31 in Gemischtbauweise fertiggestellt. Zu den bekanntesten Fecher-Entwicklungen bei Klemm gehörte das offene, zweisitzige Ausbildungsflugzeug Klemm Kl 35, aber auch die von Lusser übernommene und von Fecher weiterentwickelte, letzte Variante der Klemm Kl 25d/e. Das Wettbewerbsflugzeug Klemm Kl 36 entwickelte Fecher speziell für den Europarundflug 1934. Ebenfalls noch bei Klemm erstellte Fecher 1935 den ersten Entwurf für das fünfsitzige Kabinenreiseflugzeug Klemm Kl 104.
Die Klemm-Konstruktionsabteilung unter Friedrich Fecher wurde 1936 von Böblingen in das neue Zweigwerk Klemm Flugzeugwerk Halle GmbH nach Halle verlagert. Fecher führte in Halle zunächst die Entwicklung der Klemm Kl104 fort, die später als Flugzeugwerk Halle Fh104 bezeichnet wurde. Nach der Übernahme des Zweigwerks in Halle durch Friedrich Siebel wurde Fecher mit seinen Mitarbeitern 1938 Angehöriger der Siebel Flugzeugwerke KG. Für die Siebelwerke konstruierte Fecher 1938 das Beobachtungsflugzeug Siebel Si 201 und das kleine Ausbildungsflugzeug Siebel Si 202. Kurz vor Ausbruch des Zweiten Weltkriegs konstruierte Fecher das Zubringerflugzeug Siebel Si 204, das er im Zweiten Weltkrieg für militärische Belange als Verbindungsflugzeug, als Bomber und kleinen Transporter weiter entwickelte.

## Nachkriegszeit
Nach dem Ende des Zweiten Weltkrieges siedelte sich Fecher in Westdeutschland an. Unter anderem war Fecher bei der unter Treuhänderschaft stehenden I.G. Farben in Frankfurt bis zu deren Zerschlagung tätig. Seit 1948 war Fecher im Vertrieb von Stahlskelett-Fertighäusern selbstständig tätig. Fecher trat 1950 bei der BASF ein, wo er schließlich bis zum stellvertretenden Direktor der Zentralwerkstätten aufstieg. In den Bereich Luftfahrt kehrte Friedrich Fecher auch nach Aufhebung des alliierten Betätigungsverbots nicht mehr zurück.
Nach seiner Pensionierung lebte Fecher ab 1970 im österreichischen Millstatt am See und in seiner früheren Heimatstadt Darmstadt. Fecher war mit Elisabeth Ritz verheiratet. Aus der Ehe stammen vier Kinder ab. Fecher verstarb 1986 im Alter von 82 Jahren. Er war Mitglied des Vereins Deutscher Ingenieure (VDI).